# Spondylus asiaticus
Spondylus asiaticus is een tweekleppigensoort uit de familie van de Spondylidae. De wetenschappelijke naam van de soort is voor het eerst geldig gepubliceerd in 1844 door Chenu.